# Ceropegia bhutanica
Ceropegia bhutanica ist eine Pflanzenart aus der Unterfamilie der Seidenpflanzengewächse (Asclepiadoideae). Sie ist, wie schon das Artepitheton vermuten lässt, in Bhutan beheimatet.

## Merkmale

### Vegetative Merkmale
Ceropegia bhutanica ist eine ausdauernde, krautige Pflanze mit windenden Trieben. Die oberen Teile der Triebe weisen zwei Reihen von feinen weichen Haaren auf. Die Blätter sind gestielt, die Stiele 3 bis 11 mm lang und mit steifen Haaren besetzt. Die häutigen Blattspreiten sind eiförmig bis länglich-eiförmig, an der Basis gerundet-keilförmig und am äußeren Ende zugespitzt. Sie sind 4 bis 9 cm lang und 11 bis 37 mm breit. Die Ränder sind behaart, auch die Mittelrippe an der Unterseite weist Haare auf. 

### Blütenstand und Blüten
Die Blütenstände sind ein- bis vierblütig. Der kurze Blütenstandsstiel ist einseitig behaart. Die schlanken Blütenstiele sind ebenfalls einseitig behaart. Die Tragblätter sind klein, linealisch und kahl. Die fünfzähligen, zwittrigen Blüten sind zygomorph und mit einer doppelten Blütenhülle versehen. Die Kelchblätter sind 4 bis 6 mm lang, linealisch-lanzettlich geformt mit einer nadelförmigen Spitze. Sie sind distal abgespreizt und kahl. Die fünf Kronblätter sind in den unteren zwei Drittel zu einer außen glatten Kronröhre (Sympetalie) verwachsen. Die Blütenkrone ist insgesamt 22 bis 26 mm lang (hoch), davon entfallen auf die Kronröhre 13 bis 18 mm. Sie ist im unteren Teil auf 6 bis 7 mm im Durchmesser angeschwollen. Der Kronkessel ist im Verhältnis zur Kronröhre sehr groß; er nimmt mehr als die Hälfte der Länge der Kronröhre ein. Die linealischen Kronblattzipfel sind 8 mm lang und an den Spitzen verwachsen. Sie bilden eine kugelige, käfigartige Struktur. Sie sind innen dicht mit dunkel-purpurfarbenen Haaren besetzt. Die Nebenkrone ist gestielt, die Basis ist flach tassenförmig verwachsen. Die äußeren, interstaminalen Zipfel sind kurz dreieckig, mittig wenig tief eingeschnitten und dicht behaart. Die inneren staminalen Zipfel sind dagegen linealisch-spatelförmig und mehr als doppelt so lang wie interstaminalen Zipfel. Sie überragen das Gynostegium um 3 mm. 

### Früchte und Samen
Früchte und Samen sind bisher nicht bekannt.

## Geographische Verbreitung und Ökologie
Der Art ist auf Bhutan beschränkt. Sie wurde bisher nur an zwei Lokalitäten gefunden: bei Nimchling (2300 m Meereshöhe), zwischen Thimphu und Tanalum Bridge, Thimphu-Distrikt und bei Ritang, Punakha-Distrikt. Sie wächst dort auf Kiesbänken an Flüssen in feuchtem, steinigem Grund.

## Systematik und Taxonomie
Die Art wurde von Hiroshi Hara 1968 erstmals beschrieben. Eine zweite Beschreibung der Art ist in der "Flora of Bhutan" zu finden, die jedoch kaum neue Ergebnisse bringt. Die Art ist sowohl in der "Plant List" wie auch in der "Ceropegia Checklist" als gültiges Taxon akzeptiert.

## Belege